# Lea Meyer
Lea Meyer (Löningen, 16 de septiembre de 1997) es una deportista alemana que compite en atletismo. Ganó una medalla de plata en el Campeonato Europeo de Atletismo de 2022, en la prueba de 3000 m obstáculos.

## Palmarés internacional
| Campeonato Europeo | Campeonato Europeo | Campeonato Europeo | Campeonato Europeo |
| Año                | Lugar              | Medalla            | Prueba             |
| ------------------ | ------------------ | ------------------ | ------------------ |
| 2022               | Múnich (Alemania)  | Medalla de plata   | 3000 m obstáculos  |